# Ahaztuak 1936-1977
Ahaztuak 1936-1977 (en euskera Olvidados 1936-1977) es una asociación que actúa en el País Vasco y Navarra promoviendo el reconocimiento y la difusión de información sobre las víctimas producidas como consecuencia del golpe de Estado contra la Segunda República española, y de la posterior represión del régimen franquista.
Mantiene lazos con la Federación Estatal de Foros por la Memoria, que pretenden recoger información y difundir la misma a la población sobre estas víctimas. Son numerosas las convocatorias que realiza en los últimos años con la exigencia de verdad, de justicia y de reparación.